# Messier 38
Messier 38 (také M38 nebo NGC 1912) je otevřená hvězdokupa v souhvězdí Vozky s magnitudou 6,4. Objevil ji Giovanni Batista Hodierna v roce 1654. Hvězdokupa je od Země vzdálená okolo 4 200 ly.

## Pozorování

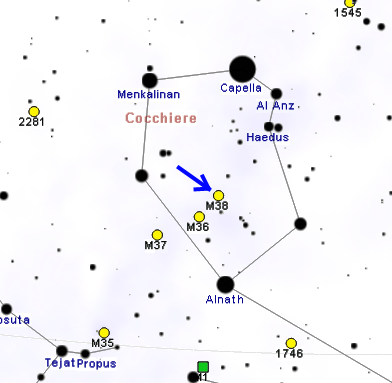
Poloha M 38 v souhvězdí Vozky.

M38 patří mezi nejjasnější hvězdokupy v souhvězdí Vozky. Nachází se přibližně uprostřed spojnice hvězd Theta Aurigae a Ióta Aurigae, severně od bohatého pole hvězd na pozadí. Je nejsevernější jasnou hvězdokupou ve Vozkovi
a je snadno viditelná na celé severní polokouli, ale pozorovatelná je téměř ze všech obydlených oblastí Země.
Hvězdokupa je viditelná i malým triedrem, ve kterém vypadá jako světlá skvrna bočním pohledem stěží rozložitelná. Dalekohledem o průměru 80 mm již se dá snadno rozložit na několik desítek jednotlivých hvězd. S průměrem dalekohledu 120 až 150 mm je možné napočítat další stovku hvězd v mnohonásobných řetězcích, z nichž jedna řada několika desítek hvězd míří ve směru od východu na západ. Dalekohled s průměrem 200 mm může ukázat více než 200 hvězd.
Středně velký dalekohled může 0,5° jižně od M38 ukázat hvězdokupu NGC 1907, která je ovšem mnohem menší a zhuštěnější. Blízko se nachází ještě další vesmírné objekty: například jasné hvězdokupy Messier 36 2° jihovýchodně a Messier 37 6° jihovýchodně a 3° jihozápadně mlhovina IC 405.

## Historie pozorování
Charles Messier tuto hvězdokupu pozoroval 25. září 1764. Popsal její polohu, která je blízko dalších dvou hvězdokup M36 a M37 a hvězdy Sigma Aurigae, která je blízko středu souhvězdí, a zjistil také, že při pohledu dobrým dalekohledem ve hvězdokupě nezůstane žádný náznak mlhoviny. Úplně prvním pozorovatelem a objevitelem hvězdokupy je ovšem Giovanni Batista Hodierna, který ji v roce 1654 ve svém spisu popsal podobně, tedy jako objekt složený z mnoha hvězd, což později zaznamenal i Guillaume Le Gentil.

## Vlastnosti
M38 leží ve vzdálenosti přibližně 4 200 ly od Země v rameni Persea, které sousedí s ramenem Oriona směrem k okraji Galaxie. Při zdánlivém průměru hvězdokupy 21' je v uvažované vzdálenosti její skutečný průměr 25 ly. Její stáří se odhaduje na 320 milionů let.
Nejjasnějším členem hvězdokupy je žlutý hyperobr s magnitudou 7,9 a spektrálním typem G0, který má absolutní magnitudu -1,5, takže je přibližně 900x jasnější jež Slunce. Další v pořadí je modrý obr typu B5 s magnitudou 9,7. Je možné si všimnout řetězu hvězd, který je mírně jasnější než ostatní členové hvězdokupy a míří od severu na jih. Průměrná hustota uprostřed hvězdokupy se odhaduje na přibližně 7,8 hvězd na krychlový parsec a střední hustota celé hvězdokupy je přibližně 1,11 hvězd na krychlový parsec.